# Лондонски универзитетски колеџ
Лондонски универзитетски колеџ (енгл. University College London) јавни је истраживачки универзитет у Лондону у Енглеској и саставни је део децентрализованог Универзитета у Лондону. Сматра се једним од најпрестижнијих универзитета на свету и највећих центара за постдипломске (мастер и докторске) студије у Уједињеном Краљевсту по броју студената. Институција је основана 1826. као првобитни носилац назива Универзитет у Лондону и као први универзитет у граду. Лондонски универзитетски колеџ био је и први потпуно секуларни универзитет у Енглеској који је уписивао студенте без обзира на њихову верску припадност или пол.